# 斗米菜月
斗米 菜月（とまい なつき、1996年8月20日 - ）は、東京都東久留米市出身のハンドボール選手。日本ハンドボールリーグのイズミメイプルレッズ所属。

## 経歴
佼成学園女子高等学校時代は2013年に第5回女子ユースアジア選手権の日本代表U-18に選出された。
2014年は全国高等学校ハンドボール選抜大会で優勝に貢献し、最優秀選手に選出。同年の全国高等学校総合体育大会ハンドボール競技大会でも優勝し、優秀選手に選ばれた。7月には第5回女子ユース世界選手権の日本代表U-18に選出された。
高校卒業後は東京女子体育大学へ進学。2015年は第13回女子ジュニアアジア選手権の日本代表U-20に選出され、第3回U-22東アジア選手権の日本代表にも選ばれた。
2016年は第20回女子ジュニア世界選手権の日本代表U-20に選出。関東学生ハンドボールの春季リーグでは優秀新人賞を受賞した。
2017年は春季リーグで優秀選手賞を受賞。
2018年は秋季リーグで優秀選手賞を受賞し、全日本学生ハンドボール選手権大会（インカレ）では優秀選手賞を受賞した。
2019年1月に日本ハンドボールリーグの広島メイプルレッズへ加入。背番号は「10」。
2019-20年シーズンから背番号を「28」へ変更。

## 詳細情報

### 年度別成績
| 年       | チーム   | 試合 | フィールド 得点 | 率 | 7m  | 合計 | 警告 | 退場 | 失格 |
| -------- | -------- | ---- | --------------- | -- | --- | ---- | ---- | ---- | ---- |
| 2018-19  | 広島     | 1    | 0/0             | -  | 0/0 | 0/0  | 0    | 0    | 0    |
| JHL：1年 | JHL：1年 | 1    | 0/0             | -  | 0/0 | 0/0  | 0    | 0    | 0    |

### JHLプレーオフ
| 年      | チーム | 試合                | フィールド 得点 | 率 | 7m  | 合計 | 警告 | 退場 | 失格 |
| ------- | ------ | ------------------- | --------------- | -- | --- | ---- | ---- | ---- | ---- |
| 2018-19 | 広島   | オムロン戦 (準決勝) | 0/0             | -  | 0/0 | 0/0  | 0    | 0    | 0    |

### 背番号
- 10 (2019年)
- 28 (2019年 - )

## 代表歴

### 日本代表U-22
- U-22東アジア選手権 (2015年)

### 日本代表U-20
- ジュニア世界選手権 (2016年)
- ジュニアアジア選手権 (2015年)

### 日本代表U-18
- ユース世界選手権 (2014年)
- ユースアジア選手権 (2013年)